# Arrondissement administratif d'Anvers
Pour les articles homonymes, voir Arrondissement d'Anvers.
L'arrondissement administratif d'Anvers est un arrondissement administratif de Belgique situé dans le nord de la Belgique. L'arrondissement a des frontières terrestres avec les Pays-Bas, les provinces néerlandaises de Zélande et du Brabant-Septentrional, la province belge de Flandre-Orientale et les arrondissements administratifs de Turnhout, de Malines et de Saint-Nicolas. L'arrondissement dispose de l'amont de l'estuaire de l'Escaut donnant sur la mer du Nord, lui permettant de bénéficier d'un des plus grands ports d'Europe : le port d'Anvers.
Au 1er janvier 2025, la population de l'arrondissement est de 1 076 745 habitants, ce qui en fait l'arrondissement administratif le plus peuplé de la province d'Anvers et le second de Belgique après celui de Bruxelles-Capitale.
Neuvième arrondissement le plus vaste de Belgique, sa culture et son centre d'activité sont tournés sur la ville portuaire d'Anvers, capitale mondiale du diamant.
Il existe également un arrondissement judiciaire d'Anvers, ressortissant de la cour d'appel d'Anvers et de la région flamande.

## Géographie

### Localisation, frontières et superficie
L'arrondissement est situé dans le nord de la Belgique et dans le nord-ouest de la province d'Anvers. Il est bordé au nord par l'estuaire de l'Escaut et les Pays-Bas, dont les provinces néerlandaises de Zélande et du Brabant-Septentrional ; à l'est par l'arrondissement de Turnhout et les communes de Hoogstraten, Rijkevorsel, Beerse, Lille, Vorselaar et Grobbendonk ; au sud par l'arrondissement administratif de Malines et les communes de Nijlen, Lierre, Duffel, Wavre-Sainte-Catherine, Malines, Willebroeck, Puers-Saint-Amand et Bornem ; par la province belge de Flandre-Orientale, l'arrondissement de Saint-Nicolas et la commune de Beveren-Kruibeke-Zwijndrecht.
La superficie totale des 28 communes de l'arrondissement est de 980,07 km2 ce qui en fait le second arrondissement par superficie pour la province d'Anvers et le neuvième de Belgique, le premier étant celui de Verviers.

## Histoire
Il est l'héritier de l'arrondissement d'Anvers créé sous le Premier Empire qui cessa d'exister en tant qu’arrondissement français le 11 avril 1814.

## Districts/Cantons
Cantons
- Anvers
- district de Boom :
  - Boom
  - Kontich
- district de Kapellen :
  - Brecht
  - Kapellen
  - Zandhoven

Districts
- Anvers (Antwerpen)
- Berchem
- Berendrecht-Zandvliet-Lillo
- Borgerhout
- Borsbeek
- Deurne
- Ekeren
- Hoboken
- Merksem
- Wilrijk

## Communes et sections
Communes
- Aartselaar
- Anvers (Antwerpen)
- Boechout
- Boom
- Brasschaat
- Brecht
- Edegem
- Essen
- Hemiksem
- Hove
- Kalmthout
- Kapellen
- Kontich
- Lint
- Malle
- Mortsel
- Niel
- Ranst
- Rumst
- Schelle
- Schilde
- Schoten
- Stabroek
- Wijnegem
- Wommelgem
- Wuustwezel
- Zandhoven
- Zoersel

Sections
- Aartselaar
- Boechout
- Boom
- Brasschaat
- Brecht
- Broechem
- Edegem
- Emblem
- Essen
- 's-Gravenwezel
- Halle
- Hemiksem
- Hoevenen
- Hove
- Kalmthout
- Kapellen
- Kontich
- Lint
- Loenhout
- Massenhoven
- Mortsel
- Niel
- Oelegem
- Oostmalle
- Pulderbos
- Pulle
- Ranst
- Reet
- Rumst
- Schelle
- Schilde
- Schoten
- Sint-Job-in-'t-Goor
- Saint-Léonard (Sint-Lenaarts)
- Stabroek
- Terhagen
- Viersel
- Vremde
- Waarloos
- Westmalle
- Wijnegem
- Wommelgem
- Wuustwezel
- Zandhoven
- Zoersel

## Démographie
- Source:Statbel - de 1806 à 1980=Population au 31 décembre; après 1980= population au 1er janvier[1]